# Willie Mays
Willie Howard Mays Jr. (6. května 1931, Westfield, Alabama – 18. června 2024, Palo Alto) byl americký baseballista. Měl přezdívku The Say Hey Kid.
Na profesionální úrovni působil v letech 1951–1973, hrál za dva kluby: New York/San Francisco Giants (1951–1952, 1954–1972) a New York Mets (1972–1973). Za tu dobu byl 24krát vybrán do týmu all-stars. Jednou vyhrál Světovou sérii (1954). Dosáhl pálkařského průměru 302, zaznamenal 3283 odpalů a 660 homerunů. Nosil na zádech číslo 24, které bylo na jeho počest navždy vyřazeno ze sady dresů San Francisco Giants.
Roku 1979 byl uveden do baseballové Síně slávy. V roce 2015 obdržel vyznamenání Presidential Medal of Freedom. Nosil na zádech číslo 24, které bylo na jeho počest navždy vyřazeno ze sady dresů San Francisco Giants.